# Şehzade Mahmud
Pour les autres princes portant le même titre, voir Şehzade.
Şehzade Mahmud était le premier fils de Soliman le Magnifique et d'une mère inconnue. Il est né en 1512 à Manisa, alors que son père n'était encore que le prince héritier de l'Empire Ottoman. 
Le 22 septembre 1520, son père monta sur le trône sous le nom de Soliman Ier et Mahmud devint alors l'héritier du trône. Il mourut le 29 octobre 1521 de la variole alors âgé de 9 ans.